# Central Operations
Central Operations (CO) ist eine Abteilung des Londoner Metropolitan Police Service. Sie ist für Unterstützungsaufgaben für andere Abteilungen zuständig. Die Abteilung wird von einem Assistant Commissioner (seit Dezember 2010: Lynne Owens) geleitet.

## Gliederung
Die Abteilung wird in mehrere Gruppen unterteilt, die jeweils für spezielle Aufgaben zuständig sind:
- CO1: Central Operations HQ (Führungsstab)
- CO3: Emergency Preparedness Operational Command Unit (Notfallplanungsstelle)
- CO5: Firearms Command Unit (Waffenkommando)
- CO10: Central Communications Command (Funkzentrale)
- CO11: Public Order Operational Command Unit
- CO12: 2012 Olympics preparation (Vorbereitungsstab Olympische Spiele, vormals Public Order Training)
- CO15: Traffic Operational Command Unit
- CO16: Traffic Criminal Justice Unit
- CO19: Specialist Firearms Command
- CO20: Territorial Support Group

Einsatzunterstützung
- Air Support Unit
- Dog Support Unit
- Film Unit
- Marine Policing Unit
- Mounted Branch